# Ma Chih-hung
Ma Chih-hung (traditioneel Chinees: 马志鸿; vereenvoudigd Chinees: 马志鸿; pinyin: mǎ Zhihong, soms genoemd als Chih-Hung Ma), (Pingtung County, 5 november 1985) is een voormalige rodelaar uit Taiwan die in 2003 de sport professioneel beoefende.
Tijdens de Olympische Winterspelen 2006 was hij de jongste mannen-enkel rodelaar. Bij de Olympische Winterspelen 2010 eindigde hij als 34e. Beide keren was hij de enige sporter die Taiwan (Chinees Taipei) vertegenwoordigde.